# Eficiència de l'enllumenat públic
L'eficiència energètica d'una instal·lació de enllumenat exterior es defineix com la relació entre el producte de la superfície il·luminada per la il·luminància mitja en servei de la instal·lació entre la potència activa total instal·lada.
{\displaystyle \epsilon ={\frac {S\times E_{m}}{P}}} {\displaystyle ({\frac {m^{2}\times lux}{W}})}
on:
{\displaystyle \epsilon }: Eficiència energètica de la instal·lació d'enllumenat exterior {\displaystyle ({\frac {m^{2}\times lux}{W}})}.
{\displaystyle P}: Potència activa total instal·lada (làmpades i equips auxiliars) ({\displaystyle W}).
{\displaystyle S}: Superfície il·luminada ({\displaystyle m^{2}}).
{\displaystyle E_{m}}: Il·luminància mitja en servei de la instal·lació, considerant el manteniment previst ({\displaystyle lux}).

L'eficiència energètica es pot determinar mitjançant la utilització dels següents factors:
{\displaystyle \epsilon _{L}}: Eficiència de les làmpades i equips auxiliars ({\displaystyle lum/W=m^{2}\times lux/W}).
{\displaystyle f_{m}}: Factor de manteniment de la instal·lació (en valors per unitat).
{\displaystyle f_{u}}: Factor d'utilització de la instal·lació (en valors per unitat).
{\displaystyle \epsilon =\epsilon _{L}\times f_{m}\times f_{u}} {\displaystyle ({\frac {m^{2}\times lux}{W}})}
on:
-  Eficiència del llum i equips auxiliars ({\displaystyle \epsilon _{L}}) : és la relació entre el flux lluminós emès per un llum i la potència total consumida per la làmpada més el seu equip auxiliar.
-  Factor de manteniment ({\displaystyle f_{m}}) : és la relació entre els valors d'il · que es pretenen mantenir al llarg de la vida de la instal·lació d'enllumenat i els valors inicials.
-  Factor d'utilització ({\displaystyle f_{u}}) : és la relació entre el flux útil procedent de les lluminàries que arriba a la calçada o superfície a il·luminar i el flux emès per les làmpades instal·lades a les lluminàries.
El factor d'utilització de la instal·lació és funció del tipus de llum, de la distribució de la intensitat lluminosa i rendiment de les lluminàries, així com de la geometria de la instal·lació, tant pel que fa a les característiques dimensionals de la superfície a il·luminar (longitud i amplada), com a la disposició de les lluminàries en la instal·lació d'enllumenat exterior (tipus d'implantació, alçada de les lluminàries i separació entre punts de llum).
La instal·lació més eficient serà aquella en què el producte dels tres factors - eficiència de les làmpades i equips auxiliars i factors de manteniment i utilització de la instal·lació-sigui màxim.